# ℃-uteの作品・出演一覧
℃-uteの作品・出演一覧（キュートのさくひん・しゅつえんいちらん）は、℃-uteの作品・出演に関する一覧記事である。

## ディスコグラフィー

### CD
- CD化されたラジオドラマについては#ラジオを参照

#### シングル
|                                                   | リリース日                             | 曲名                                                              | 週間 チャート                          |
| インディーズ（アップフロントワークス）            | インディーズ（アップフロントワークス） | インディーズ（アップフロントワークス）                            | インディーズ（アップフロントワークス） |
| ------------------------------------------------- | -------------------------------------- | ----------------------------------------------------------------- | -------------------------------------- |
| 1                                                 | 2006年05月06日                         | まっさらブルージーンズ                                            | -位                                    |
| 2                                                 | 2006年06月03日                         | 即 抱きしめて                                                     | -位                                    |
| 3                                                 | 2006年07月09日                         | 大きな愛でもてなして                                              | -位                                    |
| 4                                                 | 2006年07月29日                         | わっきゃない(Z)                                                   | -位                                    |
| メジャー（アップフロントワークス zetimaレーベル） |                                        |                                                                   |                                        |
| 1                                                 | 2007年02月21日                         | 桜チラリ                                                          | 5位                                    |
| 2                                                 | 2007年07月11日                         | めぐる恋の季節                                                    | 5位                                    |
| 3                                                 | 2007年10月17日                         | 都会っ子 純情                                                     | 3位                                    |
| 4                                                 | 2008年02月27日                         | LALALA 幸せの歌                                                   | 6位                                    |
| 5                                                 | 2008年04月23日                         | 涙の色                                                            | 4位                                    |
| 6                                                 | 2008年07月30日                         | 江戸の手毬唄II                                                    | 5位                                    |
| 7                                                 | 2008年11月26日                         | FOREVER LOVE                                                      | 5位                                    |
| 8                                                 | 2009年04月15日                         | Bye Bye Bye!                                                      | 4位                                    |
| 9                                                 | 2009年07月01日                         | 暑中お見舞い申し上げます                                          | 5位                                    |
| 10                                                | 2009年09月16日                         | EVERYDAY 絶好調!!                                                 | 2位                                    |
| 11                                                | 2010年01月06日                         | SHOCK!                                                            | 5位                                    |
| 12                                                | 2010年04月28日                         | キャンパスライフ〜生まれて来てよかった〜                          | 5位                                    |
| 13                                                | 2010年08月25日                         | Danceでバコーン!                                                  | 8位                                    |
| 14                                                | 2010年12月01日                         | 会いたいロンリークリスマス                                        | 6位                                    |
| 15                                                | 2011年02月23日                         | Kiss me 愛してる                                                  | 4位                                    |
| 16                                                | 2011年05月25日                         | 桃色スパークリング                                                | 6位                                    |
| 17                                                | 2011年09月07日                         | 世界一HAPPYな女の子                                               | 6位                                    |
| 18                                                | 2012年04月18日                         | 君は自転車 私は電車で帰宅                                         | 3位                                    |
| 19                                                | 2012年09月05日                         | 会いたい 会いたい 会いたいな                                      | 4位                                    |
| 20                                                | 2013年02月06日                         | この街                                                            | 4位                                    |
| 21                                                | 2013年04月03日                         | Crazy 完全な大人                                                  | 3位                                    |
| 22                                                | 2013年07月10日                         | 悲しき雨降り/アダムとイブのジレンマ                               | 4位                                    |
| 23                                                | 2013年11月06日                         | 都会の一人暮らし/愛ってもっと斬新                                 | 3位                                    |
| 24                                                | 2014年03月05日                         | 心の叫びを歌にしてみた/Love take it all                           | 2位                                    |
| 25                                                | 2014年07月16日                         | The Power/悲しきヘブン(Single Version)                            | 3位                                    |
| 26                                                | 2014年11月19日                         | I miss you/THE FUTURE                                             | 4位                                    |
| 27                                                | 2015年04月01日                         | The Middle Management〜女性中間管理職〜/我武者LIFE/次の角を曲がれ | 3位                                    |
| 28                                                | 2015年10月28日                         | ありがとう〜無限のエール〜/嵐を起こすんだ Exciting Fight!         | 2位                                    |
| 29                                                | 2016年04月20日                         | 何故 人は争うんだろう?/Summer Wind/人生はSTEP!                    | 2位                                    |
| 30                                                | 2016年11月02日                         | 夢幻クライマックス/愛はまるで静電気/Singing〜あの頃のように〜     | 2位                                    |
| 31                                                | 2017年03月29日                         | To Tomorrow/ファイナルスコール/The Curtain Rises                  | 2位                                    |

応援歌・企画物
- 越えろ!楽天イーグルス （2008年3月20日、プロ野球 東北楽天ゴールデンイーグルス 2008年公式応援歌）
- アクマでキュートな青春グラフィティ （2010年10月13日）

コラボレーション
- 負けるな わっしょい!（2011年8月6日、コンサート限定発売。2011年12月21日一般発売。） - ベキマス名義
- 甘酸っぱい春にサクラサク（2011年11月9日） -  Berryz工房×℃-ute名義
- ブスにならない哲学（2011年11月16日） - ハロー!プロジェクト モベキマス名義
- 超HAPPY SONG（2012年6月20日） - Berryz工房×℃-ute名義[3]

#### アルバム
1. キューティークイーン VOL.1 （2006年10月25日）
2. ②mini〜生きるという力〜 （2007年4月18日）
3. 3rd〜LOVE エスカレーション!〜 （2008年3月12日）
4. ④憧れ My STAR （2009年1月28日）
5. ショッキング5 （2010年2月24日）
6. 超WONDERFUL!⑥ （2011年4月6日）
7. 第七章「美しくってごめんね」 （2012年2月8日）
8. ⑧ Queen of J-POP （2013年9月4日）
9. ℃maj9 （2015年12月23日）

#### ベストアルバム
1. ℃-uteなんです!全シングル集めちゃいましたっ!① （2009年11月18日）
2. ②℃-ute神聖なるベストアルバム（2012年11月21日）
3. ℃OMPLETE SINGLE COLLECTION (2017年5月3日)

#### 限定CD
- ℃-ute Christmas Special CD 〜キューティーぐだぐだクリスマス〜 （非売品）
FCイベント 応援企画第8弾! の会場にて配布、内容はトークのみ
- つんく♂芸能生活15周年記念アルバム『つんく♂ベスト作品集「シャ乱Q〜モーニング娘。」』
つんく♂×安倍なつみ・Berryz工房・℃-uteスペシャル対談DVD 2007年12月05日 （ベスト作品集内収録）
- キューティー観光社Special CD 〜キューティーぐだぐだがまごおり〜 （非売品）
℃-ute First Fan Club Bus Tour in CHUKYOの参加者に配布、内容はトークのみ
- ℃-ute Special CD 〜キューティーぐだぐだクリスマス 2008〜 （非売品）
FCイベント 第10弾! 〜キューティーランド2〜の会場にて配布、内容はトークのみ
- キューティー観光社Special CD 〜キューティーぐだぐだぼうそう半島〜 （非売品）
℃-ute Fan Club Bus Tour in 房総半島の参加者に配布、内容はトークのみ
- ℃hristmas Party 2009 （非売品）
FCイベント 第12弾! 〜キューティーランド4〜の会場にて配布、内容はトークのみ

### DVD/Blu-ray
- DVD化されたTVドラマ・アニメについては、#出演を参照
- CD付属のDVD、写真集付属のDVDについては、それぞれの項を参照

#### シングルV
1. シングルV「桜チラリ」（2007年2月28日）
2. シングルV「めぐる恋の季節」（2007年7月18日）
3. シングルV「都会っ子 純情」（2007年10月31日）
4. シングルV「LALALA 幸せの歌」（2008年3月5日）
5. シングルV「涙の色」（2008年5月14日）
6. シングルV「江戸の手毬唄II」（2008年8月27日）
7. シングルV「FOREVER LOVE」（2008年12月10日）
8. シングルV「Bye Bye Bye!」（2009年4月22日）
9. シングルV「暑中お見舞い申し上げます」（2009年7月8日）
10. シングルV「EVERYDAY 絶好調!!」（2009年9月30日）
11. シングルV「SHOCK!」（2010年1月13日）
12. シングルV「キャンパスライフ〜生まれて来てよかった〜」（2010年5月12日）
13. シングルV「Danceでバコーン!」（2010年9月1日）
14. シングルV「Kiss me 愛してる」（2011年3月2日）
15. シングルV「桃色スパークリング」（2011年6月1日）
16. シングルV「世界一HAPPYな女の子」（2011年9月14日）
17. シングルV「君は自転車 私は電車で帰宅」（2012年4月25日）
18. シングルV「会いたい 会いたい 会いたいな」（2012年9月19日）

コラボレーション
- シングルV「超HAPPY SONG」（2012年8月22日発売） - Berryz工房×℃-ute名義

#### PV集
1. ミュージックV特集①〜キューティービジュアル〜 （2006年9月6日） インディーズ楽曲のPVをメジャーリリース
2. ミュージックV特集②〜キューティービジュアル〜 （2009年6月24日）
3. ミュージックV特集③〜キューティービジュアル〜 （2010年12月8日）
4. ℃-ute 全シングル MUSIC VIDEO Blu-ray File 2011（2011年12月21日）
5. ミュージックV特集④〜キューティービジュアル〜（2013年3月6日/DVD、3月20日/Blu-ray）[4][5]
6. ミュージックV特集⑤〜キューティービジュアル〜（2015年6月10日/Blu-ray）

#### コンサートDVD/Blu-ray
- Cutie Circuit 2006 Final in YOMIURILAND EAST LIVE 〜9月10日は℃-uteの日〜 （2006年12月6日）
- ℃-uteデビュー単独コンサート 2007春 〜始まったよ!キューティーショー〜 （2007年4月18日）
- ℃-uteコンサートツアー 2007春 〜ゴールデン初デート〜 （2007年7月18日）
- ℃-ute Cutie Circuit 2007 〜MAGICAL CUTIE TOUR&9月10日は℃-uteの日〜 （2007年11月21日）
- ℃-uteライブツアー 2007秋 〜放課後のエッセンス〜 （2007年12月19日）
- ℃-ute Cutie Circuit 2008 〜LOVE エスカレーション!〜 （2008年7月2日）
- Berryz工房&℃-ute 仲良しバトルコンサートツアー2008春 〜Berryz仮面 vs キューティーレンジャー〜 with ℃-ute tracks （2008年7月9日）
- ℃-uteコンサートツアー 2008夏 〜忘れたくない夏〜 （2008年11月12日）
- ℃-ute Cutie Circuit 2008 〜9月10日は℃-uteの日〜 （2008年12月17日）
- ℃-uteコンサートツアー 2009春 〜AB℃〜 （2009年7月22日）
- ℃-ute Cutie Circuit 2009 〜9月10日は℃-uteの日〜 （2009年11月25日）
- ℃-uteコンサートツアー 2009夏秋 〜キューティーJUMP!〜 （2010年1月27日）
- ℃-ute Cutie Circuit 2009 〜Five〜 （2010年2月17日）
- ℃-uteコンサートツアー 2010春 〜ショッキングLIVE〜（2010年7月7日/DVD、11月24日/Blu-ray）
- ℃-ute Cutie Circuit 2010 〜9月10日は℃-uteの日〜（2010年11月24日）
- ℃-uteコンサートツアー 2010夏秋 〜ダンススペシャル!!「超占イト!!」〜（2010年12月22日/DVD、2011年2月23日/Blu-ray）
- ℃-ute&スマイレージ プレミアムライブ2011春〜℃&Sコラボレーション大作戦〜（2011年7月13日/DVD、8月3日/Blu-ray）
- ℃-uteコンサートツアー2011春『超!超ワンダフルツアー』（2011年9月28日/DVD、Blu-ray）
- ℃-ute Cutie Circuit 2011 〜9月10日は℃-uteの日〜（2011年11月30日/DVD）
- Berryz工房&℃-ute コラボコンサートツアー2011秋 〜ベリキューアイランド〜（2012年2月29日/DVD、Blu-ray）
- ポケモー。Presents 矢島舞美＆鈴木愛理 アコースティックライブ @横浜BLITZ 2012/03/03（2012年6月8日/DVD）
- ℃-uteコンサートツアー2012春夏 〜美しくってごめんね〜（2012年8月15日/DVD、Blu-ray）
- ℃-ute Cutie Circuit 2012 〜9月10日は℃-uteの日〜（2012年12月26日発売/DVD）
- ℃-uteコンサートツアー2012-2013冬 〜神聖なるペンタグラム〜（2013年5月15日/DVD、Blu-ray[6][7]
- ℃-uteコンサートツアー 2013春 〜トレジャーボックス〜（2013年9月25日/DVD、Blu-ray）
- ℃-ute武道館コンサート 2013『Queen of J-POP〜たどり着いた女戦士〜』（2013年12月18日/DVD、Blu-ray）
- ナルチカ2013秋 ℃-ute×スマイレージ（2014年4月23日/DVD、Blu-ray）
- ℃-ute Cutie Circuit 〜First Trip to Taipei〜（2014年9月3日/DVD）
- ℃-uteコンサートツアー2014春～℃-uteの本音～（2014年10月8日/DVD、Blu-ray）
- ℃-ute（910）の日スペシャルコンサート2014　Thank you ベリキュー！in 日本武道館［前編］（2014年12月17日/DVD、Blu-ray）
- JAPAN EXPO 15TH ANNIVERSARY: Berryz Kobo×℃-ute IN HELLO! PROJECT FESTIVAL（2015年1月7日/DVD）
- ℃-uteコンサートツアー2014秋～モンスター～（2015年3月4日/DVD、Blu-ray）
- 9→10(キュート)周年記念℃-uteコンサートツアー 2015春～The Future Departure～（2015年9月9日/DVD、Blu-ray）
- ℃-ute Cutie Circuit 2015 〜9月10日は℃-uteの日〜（2015年12月23日/DVD、Blu-ray）
- ℃-ute Cutie Circuit 〜¡Vamos a Mexico!〜（2016年2月3日/DVD）
- ℃-uteコンサートツアー2015秋 ～℃an't STOP!!～（2016年2月24日/DVD、Blu-ray）
- Cmaj9 SPECIAL LIVE（2016年8月03日/DVD）
- ℃-uteコンサートツアー2016春 ～℃ONCERTO～（2016年9月28日/DVD、Blu-ray）
- Buono! Festa 2016 （2016年11月23日/DVD、Blu-ray）
- ℃-ute12年目突入記念 〜℃-Fes！Part1 9月5日も℃-uteの日 at日本武道館〜（2016年12月28日/DVD、Blu-ray）
- ℃-ute Cutie Circuit 〜Let's go to Hong Kong & Taipei!（2017年1月18日/DVD）
- ℃-uteコンサートツアー2016秋 〜℃OMPASS〜（2017年3月22日/DVD、Blu-ray）
- ℃-ute Cutie Circuit 〜¡De vuelta a México!〜（2017年9月6日/DVD）
- ℃-ute Cutie Circuit 〜De retour à Paris〜（2017年9月6日/DVD）
- Buono!ライブ2017 〜Pienezza！〜 COMPLETE BOX （2017年9月13日/Blu-ray）
- Buono! ライブ 2017 〜Pienezza!〜 （2016年9月13日/DVD、Blu-ray）
- ℃-ute ラストアルバム『℃OMPLETE SINGLE COLLECTION』発売記念スペシャルイベント（2017年10月11日/DVD）
- ℃-ute ラストコンサート in さいたまスーパーアリーナ 〜Thank you team℃-ute〜　SPECIAL BOX（2017年10月11日/Blu-ray）
- ℃-ute ラストコンサート in さいたまスーパーアリーナ 〜Thank you team℃-ute〜（2017年10月11日/DVD、Blu-ray）

#### ハロー!プロジェクト・コンサートのDVD/Blu-ray
℃-ute結成以降のもの。いずれも一部の出演。「2006 Winter」はFC限定販売で商品化された。
- ハロー!プロジェクトの映像作品一覧#Hello!_Project_コンサート（映像）を参照。
  - ℃-uteはこのうち『Hello! Project 2005 夏の歌謡ショー 〜セレクション! コレクション!〜』（DVD：2005年10月5日発売）から『Hello! Project ひなフェス 2017＜℃-uteプレミアム＞』（DVD/Blu-ray：2017年7月12日）まで出演している。

#### 限定DVD
ファンクラブ限定通信販売品と、イベント・コンサートでの会場限定販売品（非会員でも購入可能）。最新の一部を除き現在では購入できない。

##### DVDマガジン
2005年
- 安倍なつみ DVD MAGAZINE Vol.3（6月11日）

2007年
- ℃-ute DVD MAGAZINE vol.1（4月21日）
- ℃-ute DVD MAGAZINE vol.2（6月15日）
- ℃-ute DVD MAGAZINE vol.3（8月24日）
- ℃-ute DVD MAGAZINE vol.4（9月9日）

2008年
- ℃-ute DVD MAGAZINE vol.5（4月20日）
- ℃-ute DVD MAGAZINE vol.6（8月16日）
- ℃-ute DVD MAGAZINE vol.7（10月4日）
- ℃-ute DVD MAGAZINE vol.8（10月17日）

2009年
- ℃-ute DVD MAGAZINE vol.9（4月11日）
- ℃-ute DVD MAGAZINE vol.10（6月16日）
- ℃-ute DVD MAGAZINE vol.11（8月15日）
- ℃-ute DVD MAGAZINE vol.12（10月3日）
- ℃-ute DVD MAGAZINE vol.13（10月3日）

2010年
- ℃-ute DVD MAGAZINE vol.14（3月13日）
- ℃-ute DVD MAGAZINE vol.15（8月28日）
- ℃-ute DVD MAGAZINE vol.16（9月18日）
- ℃-ute DVD MAGAZINE vol.17（9月25日）
- ℃-ute DVD MAGAZINE vol.18（10月13日）

2011年
- ℃-ute DVD MAGAZINE vol.19（4月16日）
- ℃-ute DVD MAGAZINE vol.20（4月29日）
- ℃-ute DVD MAGAZINE vol.21（5月7日）
- ℃-ute DVD MAGAZINE vol.22（6月4日）
- Berryz工房&℃-ute DVD MAGAZINE vol.3 （10月21日）
- ℃-ute DVD MAGAZINE vol.23（10月21日）

2012年
- ℃-ute DVD MAGAZINE vol.24（4月21日）
- ℃-ute DVD MAGAZINE vol.25（5月3日）
- ℃-ute DVD MAGAZINE vol.26（6月16日）
- ℃-ute DVD MAGAZINE vol.27（11月24日）
- ℃-ute DVD MAGAZINE vol.28（11月24日）

2013年
- ℃-ute DVD MAGAZINE vol.29（2月2日）
- ℃-ute DVD MAGAZINE vol.30（3月14日）
- ℃-ute DVD MAGAZINE vol.31（4月20日）
- ℃-ute DVD MAGAZINE vol.32（5月25日）
- ℃-ute DVD MAGAZINE vol.33（6月29日）
- ℃-ute DVD MAGAZINE vol.34（9月9日）
- ℃-ute DVD MAGAZINE vol.35（9月9日）
- ℃-ute DVD MAGAZINE vol.36（9月29日）
- ℃-ute DVD MAGAZINE vol.37（10月19日）
- ℃-ute DVD MAGAZINE vol.38（11月4日）

2014年
- ℃-ute DVD MAGAZINE vol.39（3月1日）
- ℃-ute DVD MAGAZINE vol.40（4月5日）
- ℃-ute DVD MAGAZINE vol.41（4月5日）
- ℃-ute DVD MAGAZINE vol.42（5月3日）
- ℃-ute DVD MAGAZINE vol.43（5月31日）
- ℃-ute DVD MAGAZINE vol.44（6月29日）
- ℃-ute DVD MAGAZINE vol.45（6月29日）
- ℃-ute DVD MAGAZINE vol.46（9月10日）
- ℃-ute DVD MAGAZINE vol.47（9月21日）
- ℃-ute DVD MAGAZINE vol.48（10月19日）
- ℃-ute DVD MAGAZINE vol.49（10月19日）
- ℃-ute DVD MAGAZINE vol.50（11月11日）
- ℃-ute DVD MAGAZINE vol.51（11月11日）

2015年
- ℃-ute DVD MAGAZINE vol.52（3月21日）
- ℃-ute DVD MAGAZINE vol.53（3月21日）
- ℃-ute DVD MAGAZINE vol.54（4月26日）
- ℃-ute DVD MAGAZINE vol.55（6月11日）
- ℃-ute DVD MAGAZINE vol.56（9月10日）
- ℃-ute DVD MAGAZINE vol.57（10月17日）
- ℃-ute DVD MAGAZINE vol.58（11月6日）
- ℃-ute DVD MAGAZINE vol.59（11月21日）

2016年
- ℃-ute DVD MAGAZINE vol.60（4月2日）
- ℃-ute DVD MAGAZINE vol.61（4月16日）
- ℃-ute DVD MAGAZINE vol.62（4月30日）
- ℃-ute DVD MAGAZINE vol.63（6月20日）
- ℃-ute DVD MAGAZINE vol.64（9月5日）
- ℃-ute DVD MAGAZINE vol.65（10月8日）
- ℃-ute DVD MAGAZINE vol.66（10月8日）
- ℃-ute DVD MAGAZINE vol.67（11月23日）
- ℃-ute DVD MAGAZINE vol.68（11月23日）

2017年
- ℃-ute DVD MAGAZINE vol.69（1月5日）
- ℃-ute DVD MAGAZINE vol.70（4月1日）
- ℃-ute DVD MAGAZINE vol.71（4月1日）
- ℃-ute DVD MAGAZINE vol.72（5月6日）
- ℃-ute DVD MAGAZINE vol.73（5月6日）
- ℃-ute DVD MAGAZINE vol.74（6月12日）
- ℃-ute DVD MAGAZINE vol.75（6月12日）
- ℃-ute DVD MAGAZINE vol.76（8月1日）

##### イベントV
2007年
- ℃-uteイベントV「Cutie Curcuit 2007〜桜チラリ〜」（3月10日）
- イベントV Cutie Circuit 2007「めぐる恋の季節」（7月31日）
- イベントV「都会っ子 純情」（11月15日）

2008年
- イベントV「LALALA 幸せの歌」（3月22日）
- イベントV「3rd 〜LOVEエスカレーション〜」（4月5日）
- イベントV「涙の色」（5月18日）
- イベントV「江戸の手毬唄II」（8月25日）
- イベントV「FOREVER LOVE」（12月7日）

2009年
- イベントV「Bye Bye Bye!」（4月25日）
- イベントV「暑中お見舞い申し上げます」（7月25日）
- イベントV「EVERYDAY 絶好調!!」（9月26日）

2010年
- イベントV「SHOCK!」（1月30日）
- イベントV「キャンパスライフ〜生まれて来てよかった〜」（5月29日）
- イベントV「Danceでバコーン!」（9月10日）
- イベントV「会いたいロンリークリスマス」（12月12日）

2011年
- イベントV「Kiss me 愛してる」（3月5日）
- イベントV「桃色スパークリング」（6月19日）
- イベントV「世界一HAPPYな女の子」（10月10日）
- イベントV「ブスにならない哲学」（11月23日） - ハロー!プロジェクト モベキマス名義
- イベントV「甘酸っぱい春にサクラサク（℃-ute版）」（12月11日）

2012年
- イベントV「君は自転車 私は電車で帰宅」（5月12日）
- イベントV「超HAPPY SONG」（9月1日）- Berryz工房×℃-ute名義
- イベントV「会いたい 会いたい 会いたいな」（9月10日）

2013年
- イベントV「この街」（2月6日）
- イベントV「Crazy 完全な大人」（5月3日）
- イベントV「悲しき雨降り」（8月25日）
- イベントV「アダムとイブのジレンマ」（8月25日）

2014年
- イベントV「都会の一人暮らし」（1月13日）
- イベントV「愛ってもっと斬新」（1月13日）
- イベントV「心の叫びを歌にしてみた」（4月29日）
- イベントV「Love take it all」（4月29日）
- イベントV「The Power」（9月23日）
- イベントV「悲しきヘブン(Single Version)」（9月23日）
- イベントV「I miss you」（12月23日）
- イベントV「THE FUTURE」（12月23日）

2015年
- イベントV「The Middle Management 〜女性中間管理職〜」（5月6日）
- イベントV「我武者LIFE」（5月6日）
- イベントV「次の角を曲がれ」（5月6日）
- イベントV「ありがとう〜無限のエール〜」（12月5日）
- イベントV「嵐を起こすんだ Exciting Fight!」（12月5日）

2016年
- イベントV「何故 人は争うんだろう？」（5月5日）
- イベントV「Summer Wind」（5月5日）
- イベントV「人生はSTEP!」（5月5日）
- イベントV「夢幻クライマックス／愛はまるで静電気／Singing～あの頃のように～」（12月10日）

2017年
- イベントV「To Tomorrow／ファイナルスコール／The Curtain Rises」（5月7日）
- メイキングV「To Tomorrow／ファイナルスコール／The Curtain Rises」（5月7日）

##### その他
| タイトル                                                                         | 初発売日       | 収録内容など |
| -------------------------------------------------------------------------------- | -------------- | --- |
| 矢口真里と行く! ℃-uteの「ちょっと1曲聴いてください!」Vol.1                       | 2005年10月18日 | 田舎の暮らしを体験、ミニライブ （ロケ地:埼玉県秩父郡横瀬町 民宿東沢） |
| 矢口真里と行く! ℃-uteの「ちょっと1曲聴いてください!」Vol.2                       | 2006年1月28日  | 2006年の目標・ビシバシダンスレッスン・新江ノ島水族館でお手伝い・ミニライブ |
| Hello!Days Vol.4                                                                 | 2006年3月15日  | 3ヶ月連続℃-ute応援企画第1弾! |
| Hello!Days Vol.5 まるごと℃-uteスペシャル!                                        | 2006年7月1日   | 3ヶ月連続℃-ute応援企画第、第1弾〜第3弾のイベント風景収録。 |
| ソロDVD on HELLO! PROJECT SPORTS FESTIVAL 2006                                   | 2006年7月1日   | 2006年3月スポフェスのメンバー別映像 （岡井千聖以外の7種） |
| Hello!Days Vol.6                                                                 | 2006年9月26日  | ℃-ute応援企画第4弾!、2006年6月18日Zepp Tokyoでのイベントの模様を収録。1.℃-uteのプライベートクイズ 2.℃-uteのどっち〜どっち! 3.℃-uteのちょっと自慢しちゃいます! 4.♪まっさら〜♪大きな愛〜♪即だきしめて〜♪わっきゃない 5.本番前 6.握手会 |
| ℃-uteデビュー単独コンサート2007春 〜始まったよ! キューティーショー〜DVD Pamphlet | 2007年2月24日  | 会場ウェルカムボード作り、写真集メイキングなど |
| Hello!Days Vol.9 まるごと℃-uteスペシャル!2                                       | 2007年3月29日  | ℃-ute応援企画第6弾!〜第8弾! |
| Hello! days EXTRA. キューティー探偵事務所 ザ・DVD                                | 2007年4月25日  | 応援企画第6弾!〜第8弾!で上演された劇。メイキング・NG集 |
| ソロDVD on デビュー単独コンサート2007春                                          | 2007年7月26日  | コンサートのメンバー別映像 （7種および7枚組） |
| ℃-ute days                                                                       | 2008年4月1日   | 1.オープニング 2.パン作りに挑戦! 3.絵画対決 4.雪遊びTIME 5.メイキング映像。東京ドイツ村ロケ |
| Berryz工房 & ℃-ute DVD PAMPHLET                                                  | 2008年4月20日  | 1.ボウリング対決!! 2.14-fourteen-talk 3.焼き肉屋さんに到着!!! |
| キューティー観光社 Bus Tour in CHUKYO 2008 No.01                                 | 2008年9月1日   | 1.新人エキスパート採用試験 （岡井・有原） 2.バスツアー初日・8SHOT 3.キューティーエキスパートショー |
| キューティー観光社 Bus Tour in CHUKYO 2008 No.02                                 | 2008年9月1日   | 1. バスツアー2日目 2. キューティー観光社 抜き打ちテスト （ロケ地:ラグナシアテーマパーク） ①動体視力テスト ②新作チョコレートフォンデュ作り ③ロッカールーム忘れ物探し 3.ホワイトボード |
| ℃-ute Days 2                                                                     | 2012年3月      | 「℃-ute愛」をテーマに矢島・岡井コンビが℃ッキリを仕掛ける |
| 君は自転車 私は電車で帰宅 MUSIC VIDEO Extra Ver. Clips                           | 2012年6月30日  | 矢島舞美 Short Movie "突然" Dance Ver.、各メンバーDrama Ver.、各メンバーTrain Lip Ver.、各メンバーSolo Ver.B、各メンバーAnother Lip Ver.、Close-up Ver.B、Close-up Hawaii Ver.、Group Lip、Natural Ver. |
| ℃-ute Days 3                                                                     | 2012年7月31日  | 顔をテーマにメンバーの街頭イメージ調査やトゥルーフェイス占い、フェイス大喜利。 |
| ℃-UTE CUTIE CIRCUIT 〜VOYAGE A PARIS〜                                           | 2013年12月18日 | ℃-ute初となる海外単独公演2013年7月5日(金)フランス・パリのライブハウス「ラ・シガール」にて開催された“℃-ute Cutie Circuit 〜Voyage à Paris〜”ライブをアンコールまで完全収録。また名誉ゲスト（GUEST OF HONOR 2013 MUSIC）として出演した第14回 Japan Expoでの“Public Conference”“Worldwide Handshake Events”の模様やパリ市内でのオフショット映像も満載。 |

#### ハロプロアワー
GyaOで無料配信されていた番組「ハロプロアワー」を商品化したもの （トークおよび歌、一部の出演）
#出演も参照
1. ハロプロアワー Vol.1 （村上愛・矢島舞美）
2. ハロプロアワー Vol.2 （梅田えりか・鈴木愛理）
3. ハロプロアワー Vol.3 （中島早貴・岡井千聖）
4. ハロプロアワー Vol.4 （有原栞菜・萩原舞）
5. ハロプロアワー Vol.9 （村上愛・鈴木愛理）

#### 舞台・演劇・ミュージカル
- 劇団ゲキハロ第2回公演「寝る子はキュート」 （ソニー・ミュージックディストリビューション） （2007年9月5日）
  - 2007年6月15日 - 24日に池袋サンシャイン劇場にて行われた演劇の模様。
- 劇団ゲキハロ第4回公演「携帯小説家」 （ソニー・ミュージックディストリビューション） （2009年1月21日）
  - 2008年10月17日 - 26日に池袋サンシャイン劇場にて行われた演劇の模様。
- 劇団ゲキハロ第6回公演「あたるも八卦!〜」 （ソニー・ミュージックディストリビューション） （2009年9月23日）
  - 2009年6月17日 - 21日にル テアトル銀座にて行われた演劇の模様。
- キューティー・ミュージカル「悪魔のつぶやき」〜アクマでキュートな青春グラフィティ〜 （2011年1月19日）
- 劇団ゲキハロ第11回公演 戦国自衛隊〜女性自衛官死守セヨ〜（2011年11月30日）
- 劇団ゲキハロ第12回公演キャッツ・アイ A（2012年12月19日）
- 劇団ゲキハロ第12回公演キャッツ・アイ B（2012年12月19日）
- 劇団ゲキハロ特別公演「さくらの花束」（2013年7月9日）
  - 2013年3月14日 - 24日に池袋シアターグリーンにて行われた演劇の模様。

#### その他（DVD/Blu-ray）
1. ベリキュー! Vol.1（2009年5月27日）
2. ベリキュー! Vol.2（2009年5月27日）
3. ベリキュー! Vol.3（2009年6月24日）
4. ベリキュー! Vol.4（2009年6月24日）
5. ベリキュー! Vol.5（2009年7月22日）
6. ベリキュー! Vol.6（2009年7月22日）
7. ベリキュー! Vol.7 〜ウラベリキュー!〜（2009年8月26日）
8. ベリキュー! Vol.8 〜ウラベリキュー!〜（2009年8月26日）
9. よろセン! Vol.1（2009年9月30日）
10. よろセン! Vol.2（2009年9月30日）
11. アロハロ! ℃-ute DVD（2009年10月28日）
12. よろセン! Vol.3（2009年10月28日）
13. よろセン! Vol.4（2009年10月28日）
14. よろセン! Vol.5（2009年11月25日）
15. よろセン! Vol.6（2009年11月25日）
16. よろセン! Vol.7（2009年12月23日）
17. 君は自転車 私は電車で帰宅 MUSIC VIDEO Extra Ver. Clips（2012年6月30日）
18. アロハロ!2 ℃-ute DVD/Blu-ray（2012年7月11日）
19. ℃-uteのチャレンジTV DVD Ver.（2014年12月26日、TCエンタテインメント）
20. アロハロ!3 ℃-ute DVD/Blu-ray（2014年3月12日）

## 書籍等

### 写真集
- Berryz工房&℃-ute in Hello! Project 2006 Summer （2006年9月21日、竹書房）ISBN 978-4812428979
- ℃-uteファースト写真集 So Cute! （2007年2月21日、キッズネット）ISBN 978-4048944823
- ℃-uteデビュー単独コンサート2007春〜始まったよ!キューティーショー〜 ライブ写真集 著者：木村智哉、松村昭人、古賀良郎、伊東創 （2007年4月11日、東京ニュース通信社 （ムック））ISBN 978-4924566699
- CUTIE CIRCUIT 2007 MAGICAL CUTIE TOUR 写真集 "全国縦断! 2007夏 ℃-uteの旅日記" 著者：古賀良郎 （2007年10月4日、東京ニュース通信社）ISBN 978-4924566835
- Berryz工房&℃-ute 仲良しバトルコンサートツアー2008春 Berryz仮面 VS キューティーレンジャー ライブ写真集 ステージver. （2008年7月4日、東京ニュース通信社）ISBN 978-4863360112
- Berryz工房&℃-ute 仲良しバトルコンサートツアー2008春 Berryz仮面 VS キューティーレンジャー ライブ写真集 ドキュメントver. （2008年7月4日、東京ニュース通信社）ISBN 978-4863360129
- アロハロ! ℃-ute写真集 （2009年10月28日、キッズネット）ISBN 978-4048950671
- cutest（2011年12月7日、キッズネット）ISBN 978-4048954303
- Berryz工房＆℃-uteコラボ写真集『ベリキューアイランド』（2012年3月13日、東京ニュース通信社）ISBN 978-4-86336-202-4
- ハロー!プロジェクト・キッズ デビュー10周年記念 Berryz工房×℃-ute クロストークBOOK『RIVAL〜12少女の10年物語〜』（2012年6月30日、ワニブックス）ISBN 978-4847044663 [8]
- アロハロ!℃-ute写真集 2012（2012年7月24日、キッズネット）ISBN 978-4048954532 [9]
- ℃-ute ライブ写真集 「コンサートツアー2012-2013冬 〜神聖なるペンタグラム〜」裏（2013年3月9日、ワニブックス） ISBN 978-4847045363
- アロハロ!℃-ute写真集 2014（2014年1月25日、ワニブックス） ISBN 978-4847046162 [10][11]
- ℃-uteラスト写真集 Brilliant‐光り輝く（2017年9月10日、オデッセー出版） ISBN 978-4847049378

### その他（書籍）
- カレンダー
  - 2006年カレンダー （2005年10月24日、エトワール（ハゴロモ））
  - 2007年カレンダー （2006年9月30日、エトワール（ハゴロモ））
  - 2008年カレンダー （2007年9月28日、エトワール（ハゴロモ））
  - 2009年カレンダー （2008年10月13日、エトワール（ハゴロモ））
  - 2010年カレンダー （2009年10月14日、エトワール（ハゴロモ））
  - 2011年カレンダー （2010年9月22日、エンスカイ（ハゴロモ））
  - 2012年カレンダー （2011年10月12日、エンスカイ（ハゴロモ））
  - 2013年カレンダー （2012年9月22日、エンスカイ）
- オンデマンド写真集 （フォーユー（GOODS ON DEMAND）、限定受注生産）
  - 2007年1月に行われた「ワンダフルハーツ」「エルダークラブ」「集結!10th Anniversary」コンサート出演メンバー44人の「コンサートソロ写真集」を、2月14日からインターネットで3ヶ月間受注。各メンバー100枚の写真から24枚を選べる仕様。2008年も発売された。 （コンサートは「ワンダフルハーツ」「エルダークラブ」「決定! ハロ☆プロ アワード'08」。）
- ℃-ute photo comic 『℃ompact ℃ream （コンパクト ドリーム）』（2010年9月10日、ワニブックス）ISBN 978-4847043093
- ℃-ute OFFICIAL BOOK 『9月10日は℃-uteの日』（2013年9月10日、ワニブックス） ISBN 978-4847045769
- ℃-ute 2013夏秋BOOK 『Queen of J-POP 〜たどり着いた女戦士〜』（2013年12月27日、ワニブックス） ISBN 978-4847046070
- ℃-ute 10th Anniversary Book（2015年6月11日、ワニブックス） ISBN 978-4847047633

### WEB
- ℃-uteインタビュー モッテコ書店 （2010年8月25日、2011年5月25日）

### アプリケーション
- ℃-ute『DANCEでバコーン!』（2010年8月29日、アップフロントワークス、無料）
  - メディア情報
  - メンバーのプロフィール
  - メンバーの画像 など

## 出演

### 全国放送テレビ
テレビに関しては、ここでは 2006年まで（メジャーCDデビュー以前）のものを含めて記述する。
放送日はキー局を基準とする。

#### レギュラー
- ℃-uteのチャレンジTV（BS-TBS、2014年4月24日 - 9月25日）[12]

#### ℃-uteとしての出演
- ハロー!モーニング。 （テレビ東京系）
  - 「℃-uteの夏休み おもいっきり大自然アウトドア体験」 （2005年8月7日、14日、21日、28日の4回、各回6〜7分）
  - 「℃-uteのキュート♥に芸能界の“オキテ”を学びましょう!!」 （2006年8月13日・20日の2回、それぞれ約7分スタジオライブを含む、12分）
- きらりん☆レボリューション （テレビ東京系） （2006年8月18日）
  - 第20話「Na!帰ってきたマイブラザー!!」に声優として本人役で出演。
- ℃-ute has come.〜キュートガヤッテキタ〜 （キッズステーション） （2006年11月4日 - 2007年2月17日）
  - スカイパーフェクTV! ch.276 の他、e2 by スカパー!、ケーブルテレビ局、net配信 （ひかりone(現・auひかり)、4th MEDIA(現・ひかりTV)、オンデマンドTV、スカイパーフェクTV!光）。基本放送枠は土曜09:53〜10:00 （再放送は日曜17:53〜18:00）。内容は隔週変更なので、再放送を含めると同一内容が4回ずつ放送された。
  - メンバーが1人ずつ指令を受けて、ヒントをもとに指定された外国人 （日本語は出来ない）を見つけ出し、自分なりの方法で℃-uteの魅力を伝える。各回にメンバーが2人ずつ登場するが、それぞれは異なる指令を個別に遂行する。

| 回数 | 初回放送日          | 出演               |
| ---- | ------------------- | ------------------ |
| 1・2 | 2006年11月4日・18日 | 村上愛、梅田えりか |
| 3・4 | 2006年12月2日・16日 | 矢島舞美、有原栞菜 |
| 5・6 | 2007年1月6日・20日  | 中島早貴、岡井千聖 |
| 7・8 | 2007年2月3日・17日  | 鈴木愛理、萩原舞   |

#### 音楽特番
- 音楽の日（TBS系）
  - CDTVスペシャル! 音楽の日 朝までライブ（2015年6月28日）
  - 音楽の日×CDTV -朝まで夏フェス! 2016-（2016年7月17日）
- FNS歌謡祭（フジテレビ系）
  - 2015 FNS歌謡祭 THE LIVE（2015年12月16日）
  - 2016 FNS歌謡祭（2016年12月7日・14日）
- FNSうたの夏まつり（フジテレビ系）
  - 2016 FNSうたの夏まつり 〜海の日スペシャル〜（2016年7月18日）

#### 他名義での出演
- 萩原舞
  - 銭湯の娘!? （TBS系、2006年1月30日 - 3月31日）
    - 萩原舞 （「ひな子」役） ※DVD BOX、DVD （分売）有り

  - きらりん☆レボリューション （テレビ東京系）
    - 第62話「ひかる☆なまいきアイドル候補生!」 （2007年6月15日放送分）より、観月ひかる役でレギュラー出演。
- Hello! Project
  - 第56回 NHK紅白歌合戦 （NHK総合・BS2・BShi、2005年12月31日） ※バックダンサーとして出演
  - HELLO! PROJECT SPORTS FESTIVAL 2006 in SAITAMA SUPER ARENA〜HELLO! DIVA ATHLETE〜元祖ミキティにとってのスポーツフェスティバル!! （フジテレビ721、2006年5月5日） ※6月11日再放送
  - ワンダフルハーツランド〜ハロー!プロジェクト2006〜 （NHK-BS2、2006年9月30日） ※10月6日に NHK-BShi にて再放送
  - 第57回 NHK紅白歌合戦 （NHK総合・BS2・BShi、2006年12月31日） ※バックダンサーとして出演
  - よろセン!（2008年10月6日 - 2009年3月27日、テレビ東京）
  - 美女学（2010年4月1日 - 2011年4月14日、テレビ東京）
  - ハロプロ!TIME（2011年4月21日 - 2012年5月31日、テレビ東京）
  - ハロー!SATOYAMAライフ（2012年6月7日 - 、テレビ東京）
- Berryz工房 & ℃-ute
  - ベリキュー!（2008年3月31日 - 10月3日、テレビ東京）

### インターネットテレビ
- ハロプロアワー （GyaO） （第1回の放送開始日は2006年3月3日）
  - 2006年3月 - 6月 （第1回〜第8回）、2006年11月 （第20回）に出演、各回約10分
  - 無料パソコンテレビ GyaO で配信 （30分番組）後、2006年11月03日より CS GyaO で再放送。詳細は ハロプロアワー を参照。なお、この番組はDVD化されている。
- ハロー!がいっぱい （フレッツプラチナBB）
  - 各回約10分

| 回数 | 配信開始日           | 出演               |
| ---- | -------------------- | ------------------ |
| 1・2 | 2006年11月10日、24日 | 矢島舞美、有原栞菜 |
| 3・4 | 2006年12月8日、22日  | 鈴木愛理、萩原舞   |

- ハロプロonフレッツ （フレッツ）
- つんくTV （つんく♂ の公式HP上で公開される番組。毎月10・25日に内容更新。）
  - 第4回 （配信開始2006年5月25日） - 12回 （同年9月25日）において約1分程度ずつ、FCイベントやその他のPRなどの様子などが放送された。なお、これらの出演部分は現在HP上で見られる過去映像からはカットされているようである。

### ラジオ

#### レギュラー
- CUTIE PARTY （2006年10月 - 2008年9月、FM-FUJI）
  - 2006年10月7日 - 28日 ： 梅田・村上
  - 2006年11月4日 - 2007年1月27日 ： 梅田・矢島
  - 2007年2月3日 - 9月29日 ： 梅田・矢島・週代わりゲスト （ゲストは1コーナーのみ）
  - 2007年10月6日 - 2008年9月27日 ： 矢島・鈴木・岡井
- ℃-ute矢島舞美のI My Me まいみ〜 （2008年7月4日 - 2020年6月26日、FM PORT） - 矢島
  - グループ解散後の2017年6月16日以降はタイトルから「℃-ute」を外した「矢島舞美のI My Me まいみ〜」として放送。
- ℃-ute キューティー☆パラダイス （2008年11月5日 - 2009年3月、ラジオ日本） -  梅田・鈴木
- FIVE STARS（2009年10月6日 - 2011年9月27日、火曜日担当、InterFM） - 中島
- 中島早貴のキュートな時間（2012年1月1日 - 2021年12月25日、ラジオ日本） - 中島
  - グループ解散後もタイトルが変更されることなく放送は継続された。

#### ハロー!プロジェクト関連番組
- ハロプロやねん! （ABCラジオ）
  - 2005年10月度パーソナリティ 各回4人ずつの出演
  - 2006年6月2日 ゲスト （矢島・鈴木・萩原・有原）
  - 2006年7月14日 ゲスト （梅田・村上・中島・岡井）
  - 2006年7月21日 公開録音の模様 （7月15日大阪・千里セルシーにて収録、#Cutie Circuit Round 1.参照 ※℃-ute初の公開録音）
  - 2006年7月28日 ゲスト
  - 2006年9月1日 公開録音の模様 （8月25日神戸・須磨パティオにて収録、Cutie Circuit Round 1.参照）
  - 2007年2月度パーソナリティ 各回4人ずつの出演
- ドラマの風 （MBSラジオ）
  - 225回 ハロー!プロジェクトラジオドラマ「真夜中の迷走タクシー」 2005年10月30日 萩原 （共演）
  - 226回 ハロー!プロジェクトラジオドラマ「ガール☆ドライバー」 2005年12月4日 鈴木 （共演）
  - この2つのドラマはCD化されている。 （ハロー!プロジェクトラジオドラマ大阪編Vol.3）

#### その他（ラジオ）
- まるごとステーションpresents ハイブリッドPORT （2006年10月2日 - 30日・21:00 - 21:05、FM PORT 新潟） - 各回2人ずつの出演

### CM
- アメリカンファミリー生命保険会社 （アフラック）日本支社 「浦島太郎篇」「摩訶不思議篇」各15 / 30秒ver. （矢島、2005年）
- 任天堂 ニンテンドーDS ソフト伝説のスタフィー4 （2006年）CMソング
- ピザーラ クラブハウスピザ「おいしさはじめて篇」「ボリューム篇」 （鈴木、2009年3月 - 6月）
- 横浜元町ショッピングストリート「Y153チャーミングセール」（2012年5月27日 - ）CMソング「桃色スパークリング」・ナレーション[13]

### 舞台
- 劇団ゲキハロ第2回公演「寝る子はキュート」 （2007年6月15日 - 24日、サンシャイン劇場）
- 劇団ゲキハロ第4回公演「携帯小説家」 （2008年10月17日 - 26日、サンシャイン劇場）
- 劇団ゲキハロ第6回公演「あたるも八掛!〜」 （2009年6月17日 - 21日、ル・テアトル銀座）
- 全労済ホールスペース・ゼロ提携公演 キューティー・ミュージカル「悪魔のつぶやき」〜アクマでキュートな青春グラフィティ〜（2010年10月13日 - 22日、全労済ホールスペース・ゼロ）
- 劇団ゲキハロ第11回公演「戦国自衛隊」（2011年9月16日 - 9月25日、池袋サンシャイン劇場／9月30日 - 10月2日、大阪イオン化粧品シアターBRAVA!）
- 劇団ゲキハロ特別公演「さくらの花束」（2013年3月14日 - 3月24日、シアターグリーン）